# SC Adler Pankow
Der Pankower Sportclub Adler 08 war ein deutscher Arbeiter-Sportclub aus Berlin, welcher von 1908 bis 1933 existierte. Heimstätte des Clubs war der Sportplatz Kühnemannstraße (heute Werner-Kluge-Sportplatz).

## Werdegang
Der Club entstand aus der Fusion der Vereine „Pankow 08“ und „Adler“, die sich ca. 1910 zum SC Adler Pankow zusammenschlossen. Beide Vorläuferclubs und auch der Fusionsverein kickten zunächst im Verband Brandenburgischer Ballspielvereine (VBB), der dem DFB angeschlossen war, bevor man nach Ende des Ersten Weltkriegs dem Arbeiter-Turn- und Sportbund (ATSB) beitrat. In der ATSB-Fußballsparte wurde Adler 08 Ende der 20er Jahre zu einer echten Konkurrenz für die etablierten Berliner Arbeiter-Sportvereine Sparta Sportliche Vereinigung sowie BFC Nordiska 1913. 1928 gelang es den Pankowern zum ersten und einzigen Mal den Titel des Deutschen ATSB-Fußballmeisters nach Berlin zu holen. Im Endspiel besiegten sie am 6. Mai im Berliner Grunewald-Stadion vor 12.000 Zuschauern den Südmeister ASV Frankfurt-Westend mit 5:4. Im Jahr davor hatten sie mit Trotschinski einen ATSB-Nationalspieler gestellt, der 1927 beim 3:2-Sieg gegen die Tschechoslowakei in München als Halblinker zum Einsatz kam.
Mit der Machtergreifung der Nationalsozialisten wurde der SC Adler im Jahr 1933 aufgelöst. Die Sportler des Pankower Vereins – neben den Fußballern noch eine spielstarke Hockeyabteilung, die 1932 mit einem 2:0-Sieg über den ASV Leipzig-Schönefeld die einzige deutsche Hockeymeisterschaft der kommunistischen Kampfgemeinschaft für Rote Sporteinheit, gewonnen hatte, und mehrere gute Handballmannschaften – schlossen sich dem Berliner SC Favorit an, der dadurch zu einem Großverein mit etwa 700 Mitgliedern wurde. „Favorit“ durfte sich nicht nur über zahlreichen talentierten Fußballnachwuchs freuen, sondern auch über je zwei Hockey- und Damenhandballteams neben weiblichen Jugendlichen beider Sparten. Die Adler-Hockeymänner waren ebenso erfolgreich wie die Fußballer, hatten sie doch 1932 durch einen 3:2-Sieg im Endspiel gegen Leipzig-Ost die ATSB-Reichsmeisterschaft errungen. Vor allem aber brachte der vorherige Arbeiter-Sportclub den Platz an der Kühnemannstraße in die Verbindung ein, den sich die Adler-Sportler 1931 aus eigener Kraft erbaut hatten. Dennoch wurde in der Zeit des Dritten Reiches auch deutlich, dass der Pankower Sportclub Adler 08 seine Wurzeln in der von den neuen Machthabern bekämpften Arbeiterbewegung hatte: der Fußballer Alex Jacoby aus der Meisterelf von 1928 wurde von den Nazis im KZ umgebracht.
Die Vereine „Favorit“ und „Pankow 08“ wuchsen bis 1945 so sehr zusammen, dass man sich 1947 nach dem Ende des „kommunalen Sports“, als man als SG Nordbahn angetreten war, entschloss, unter dem neuen Namen „VfL Nord“ auch in Zukunft gemeinsam weiterzumachen. „Bei der Schaffung der Vereinssatzungen wurde darauf hingewiesen“, heißt es in der 100-Jahres-Schrift, „dass der neu ins Leben gerufene Verein praktisch die Fortsetzung vom BSC Favorit 1896 sei, und die Vereine Favorit 96 und Pankow 08 die Traditionsträger seien.“ Damit ist in den späteren Zusammenschlüssen Sportliche Vereinigung 1896 Nord-Nordstern sowie SV Nord Wedding 1893 bis heute immer noch ein Stück des ehemaligen Arbeiter-Sportvereins enthalten.

## Erfolge
- ATSB-Bundesmeister 1928